# M22 motorway (Nordirland)
Der M22 motorway (englisch für „Autobahn M22“) ist eine seit 1973 auf rund 9 km Länge ausgebaute, noch nicht auf ganzer Länge fertiggestellte hochrangige Straßenverbindung in Nordirland, die den von Belfast kommenden M2 motorway von Antrim in Richtung Londonderry (Derry) verlängert und sich nach Westen als A6 fortsetzt. Die Strecke ist zugleich Teil der Europastraße 16. Der weitere Ausbau der Strecke ist der politischen Entwicklung in Nordirland zum Opfer gefallen.